# JEF漢字コード
JEF漢字コード（ジェフかんじこーど、Japanese processing Extended Feature）は、1979年に富士通が策定した文字コード。同社のメインフレーム『GSシリーズ』、及び、ビジネスサーバ『PRIMERGY 6000シリーズ』において用いられる。

## 概要
JIS C 6226-1978をGR表現し、その上方に拡張文字を登録した符号化文字集合である。1983年のJIS X 0208-1983策定に伴い、1984年に若干の修正を加えるも、22組の入れ替え字についてはそのままにした。
主にEBCDICと併用される。
PCの文字体系との連携には、富士通製『Interstage Charset Manager』が必要となる。また、文字変換については、富士通ビー・エス・シー製『F*TRANシリーズ』にて行える。